# Паредео (герцог Виченцы)
Паредео (также Передео и Передеон; лат. Paredeo и Peredeo; погиб в 734, Равенна) — лангобардский герцог Виченцы в первой половине VIII века.

## Биография
Основной нарративный источник о Паредео — «История лангобардов» Павла Диакона. О связанных с Паредео событиях упоминается в трудах и позднейших историков (например, в «Венецианской хронике» Иоанна Диакона и «Венецианской хронике» Андреа Дандоло), а также в двух посланиях из сборника «Лангобардские письма».
О происхождении Паредео сведений в средневековых источниках не сохранилось. Также неизвестно и когда он стал правителем (дуксом) лангобардского герцогства со столицей в Виченце.
Первое датированное свидетельство о Паредео относится к 732 году. Тогда он вместе с двумя другими военачальниками, Валкарием и Роткарием, отразил нападение византийского дукса Перуджи Агафона на Болонью. В произошедшем сражении лангобарды одержали победу: многие византийские воины погибли, а оставшиеся в живых обратились в бегство.
В том же 732 году Паредео вместе с племянником короля Лиутпранда Гильдепрандом совершил поход на Равенну. В результате успешных военных действий лангобардам впервые с завоевания Апеннинского полуострова удалось захватить столицу Равеннского экзархата. Однако экзарх Евтихий смог укрыться в Венеции. Та всё ещё считалась частью Византии, но уже имела значительную автономию от императорского двора в Константинополе. С помощью папы римского Григория III заручившись поддержкой венецианцев, в 734 году Евтихий с помощью их войска и флота смог возвратиться в Равенну и отвоевать её. В боях за город «храбро защищавшийся» Паредео погиб, а Гильдепранд попал в плен.
Следующим после Паредео известным герцогом Виченцы был упоминавшийся в 770-х годах Гайдо.

## Комментарии
1. ↑  В «Истории лангобардов» Павла Диакона о сражении при Болонье сообщается уже после рассказа о возвращении византийцами контроля над Равенной. Однако это утверждение средневекового автора ошибочно[4][5].
2. ↑  По другим данным, лангобарды захватили Равенну в 737, 738 или 739 годах. Однако это мнение не поддерживается большинством историков[4][12].
3. ↑  По другим данным, отвоевание Равенны произошло в 733 году[7][13].